# Bataille de Neerwinden (1793)
Pour les articles homonymes, voir Bataille de Neerwinden.
Première Coalition
Batailles
La bataille de Neerwinden a lieu le 18 mars 1793 près du village de Neerwinden (en Belgique actuelle), entre l’armée impériale de la Monarchie de Habsbourg sous les ordres du prince de Cobourg et l’armée de la République française commandée par le général Dumouriez. Elle s'achève sur la défaite et la retraite des Français, mettant fin à la première occupation française de la Belgique. L'archiduc Charles d'Autriche-Teschen, qui s'est distingué dans la bataille, est nommé gouverneur des Pays-Bas autrichiens tandis que Dumouriez, menacé d'un jugement par la Convention nationale, tente un coup d'État avant de s'exiler.

## Contexte
Au cours de l'automne 1792, l'armée révolutionnaire française, réunissant les vieux régiments d'Ancien Régime et la masse des volontaires nationaux, envahit les Pays-Bas autrichiens. Le 6 novembre 1792, l'armée du Nord, commandée par Dumouriez, affronte les Autrichiens à la bataille de Jemappes avec une massive supériorité numérique : 40 000 fantassins, 3 000 cavaliers et 100 canons contre  11 628 fantassins, 2 168 cavaliers et 56 canons impériaux. Les Autrichiens, commandés par Albert de Saxe-Teschen, se replient. L'armée du Nord, commandée par le républicain hispano-américain Francisco de Miranda, marche vers Anvers qui se rend le 29 novembre après un court siège. L'armée de Belgique, commandée par Dumouriez, entre à Liège tandis que l'armée des Ardennes commandée par Jean-Baptiste Cyrus de Valence, prend Namur,.

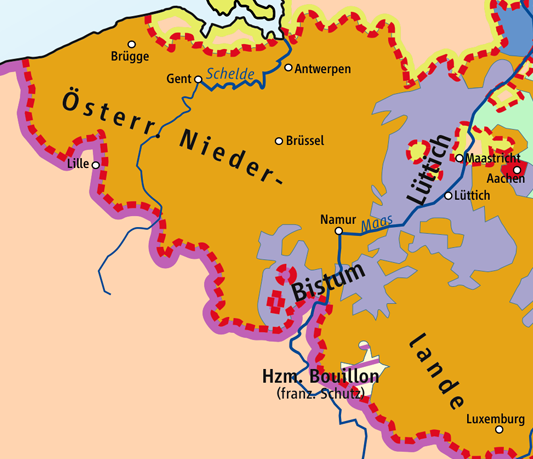
Pays-Bas autrichiens (orange) et principauté de Liège (violet) en 1789

Les Belges, qui s'étaient révoltés contre les Autrichiens deux ans plus tôt, accueillent d'abord avec joie l'entrée des Français. Dumouriez songe à réunir en une seule république les Pays-Bas du Sud (Belgique) et la principauté épiscopale de Liège en s'appuyant sur la bourgeoisie locale contre les excès des Jacobins et à y établir son pouvoir personnel. Mais les clubs révolutionnaires appuyés par les militaires français, bien qu'ils ne représentent qu'une infime minorité, ont pris le pouvoir à Bruxelles, Mons et Gand et réclament une politique plus radicale. Le ministère de la Guerre, dirigé par Jean-Nicolas Pache, ne fournit pas à Dumouriez les moyens financiers nécessaires et l'oblige à vivre sur le pays. Le 15 décembre 1792, contre la volonté des habitants, la Convention nationale proclame la réunion de la Belgique à la France. Les commissaires français envoyés par la  Convention se rendent rapidement très impopulaires par leurs réquisitions et en imposant le cours forcé des assignats. En l'absence de Dumouriez, parti à Paris pour justifier sa politique, les républicains profrançais sont discrédités. 
Dumouriez cherche à restaurer une situation politique et financière très compromise en poussant à l'invasion des Provinces-Unies (Pays-Bas du Nord). Mais la Convention le prend de court, le 1er février 1793, en déclarant la guerre au Royaume de Grande-Bretagne en même temps qu'au stathouder de Hollande. Dumouriez, avec un commandement élargi à l'armée du Nord, franchit la frontière des Provinces-Unies le 16 février 1793 et s'empare de Breda le 4 mars 1793 tandis que son lieutenant Miranda, avec une armée insuffisante et en grande partie composée de volontaires sans expérience, met le siège devant Maastricht,.

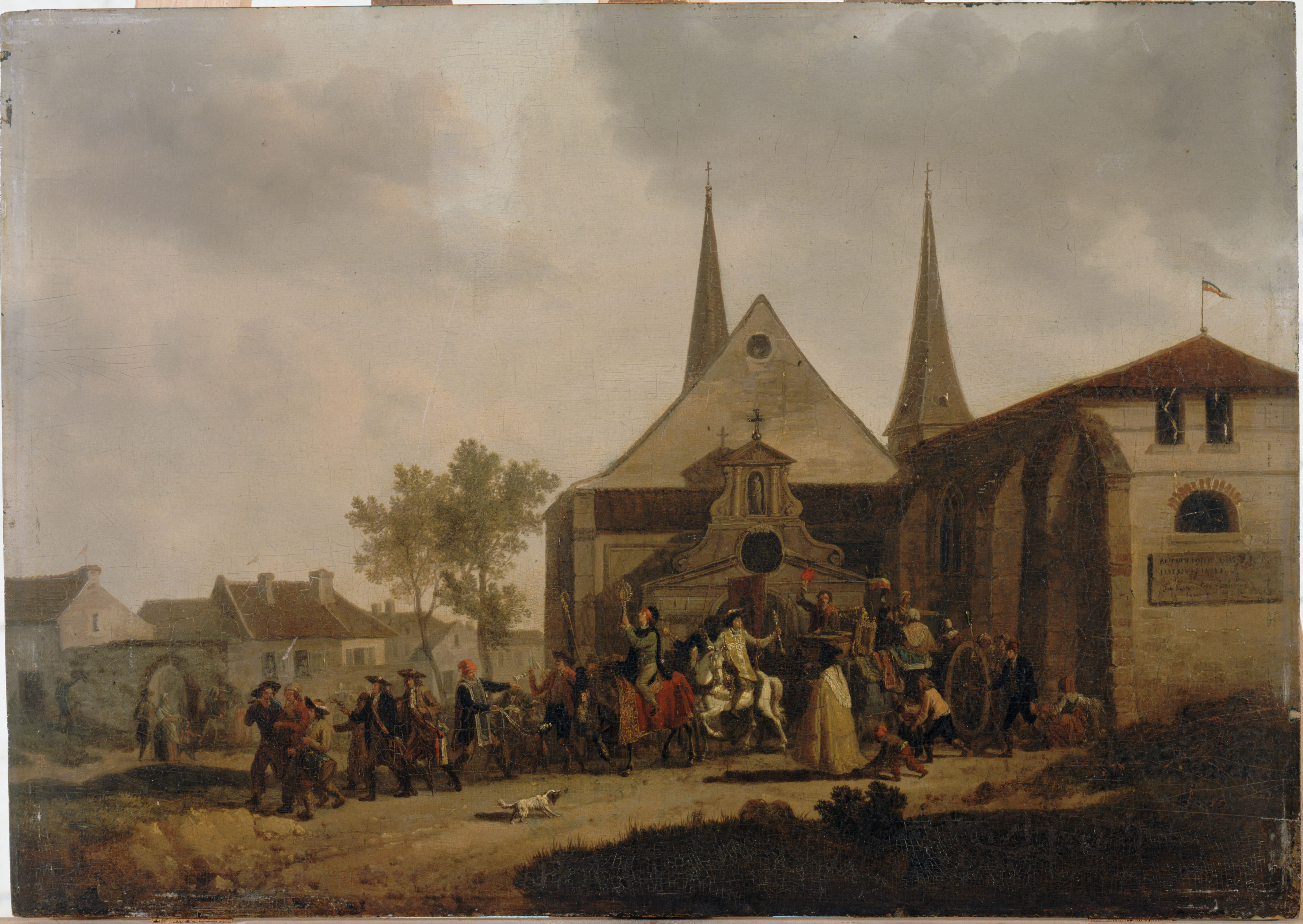
Pillage d'une église pendant la Révolution, toile de Jacques François Joseph Swebach-Desfontaines, v. 1793.

Pendant que Dumouriez est en campagne aux Provinces-Unies, les commissaires de la Convention ordonnent la confiscation de l'argenterie des églises pour la transporter à Lille. L'ordre initial prescrivait de respecter les églises paroissiales et les objets directement utiles au culte mais il est vite dépassé. Du 6 au 8 mars, la basilique Sainte-Gudule de Bruxelles est mise au pillage. Les soldats et les clubistes extrémistes enlèvent et saccagent tout au milieu de parades bouffonnes sans que les commissaires arrivent à s'y opposer. Les habitants résistent et commencent à prendre les armes à Alost, Tournai, Soignies, Mons, Grammont. Les paysans tirent sur les volontaires qui marchent pour rejoindre l'armée. Les commissaires en viennent à craindre des « Vêpres siciliennes, ».
Entre-temps, l'Autriche a rassemblé ses forces. Une armée commandée par Frédéric Josias de Saxe-Cobourg-Saalfeld, avec Karl Mack comme chef d'état-major, franchit le Rhin le 1er mars, remporte la bataille d'Aldenhoven, ce qui oblige Miranda à abandonner le siège de Maastricht le 3 mars. Débordés par la cavalerie et l'infanterie légère autrichiennes, et parfois par les habitants qui, à Aix-la-Chapelle, font le coup de feu contre eux, les Français refluent en désordre. Miranda tente sans succès de rassembler une défense autour de Tongres ; la panique s'étend jusqu'à Bruxelles et Liège. Une petite armée prussienne, commandée par le duc de Brunswick-Œls, se tient en observation à Ruremonde. Poursuivis assez lentement par les Autrichiens, les Français se replient vers Louvain, Diest et Lierre où Miranda et le chef d'état-major Pierre Thouvenot parviennent à redonner un peu de cohésion aux troupes,. Cobourg entre dans Liège où il rétablit les anciens magistrats, s'empare de magasins considérables, 100 pièces de canon, 40 000 fusils, mais ne cherche pas à exploiter son avantage : ses instructions lui prescrivent d'attendre un accord avec le roi de Prusse. 
Les commissaires Lacroix et Danton reviennent précipitamment à Paris pour donner l'alarme. La Convention et la Commune de Paris décident d'accélérer la levée en masse, votée le 2 mars mais pas encore appliquée.. Les Conventionnels, sur proposition de Robespierre, réclament la mise en accusation des généraux Lanoue et Stengel : ils sont déférés au Tribunal révolutionnaire, créé pour la circonstance le 10 mars et qui d'ailleurs les acquittera. 

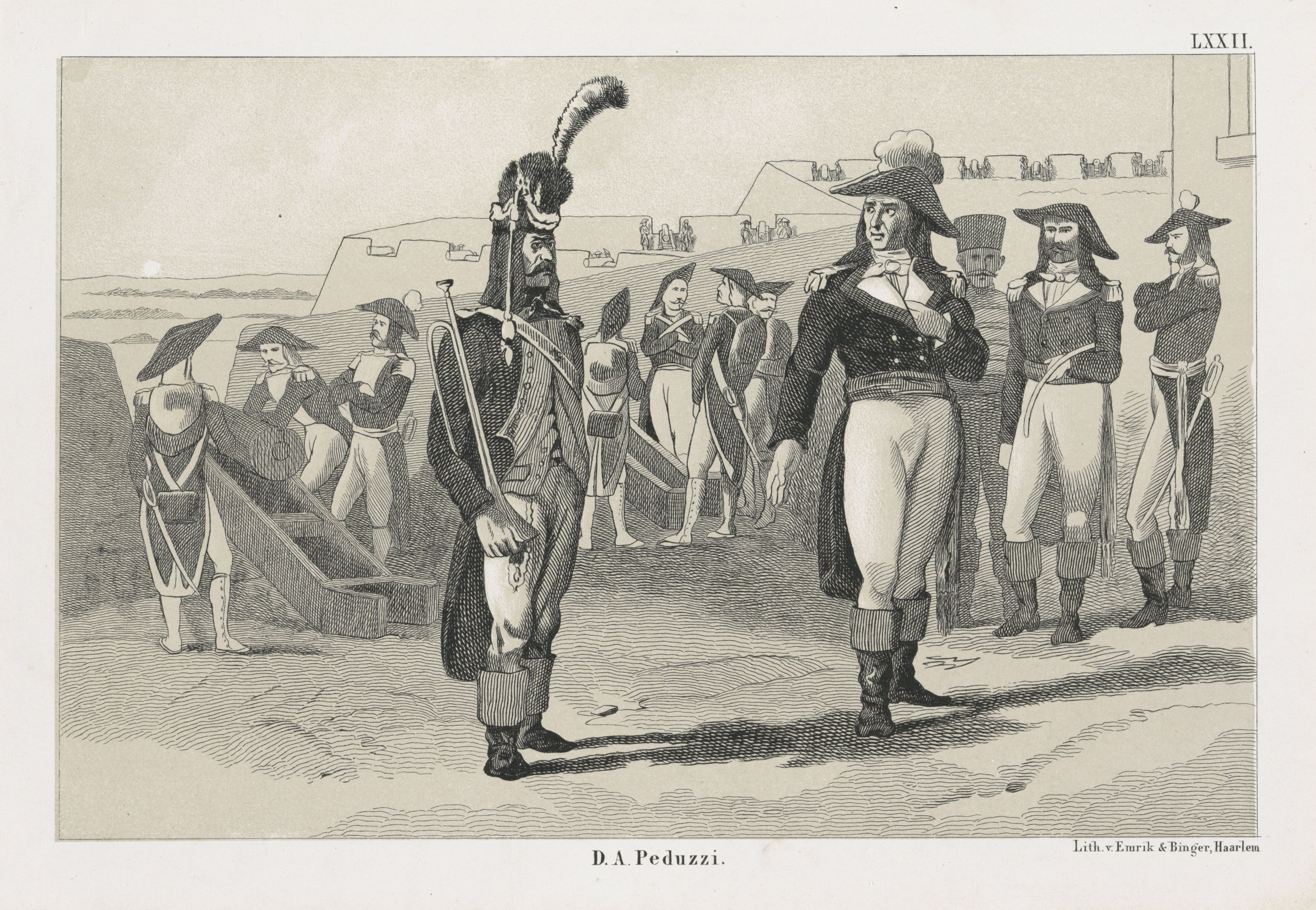
Le général Carel van Boetzelaer, commandant de Willemstad, refuse l'ordre de reddition porté par un trompette français. Gravure de Dominicus Anthonius Peduzzi, v. 1793.

Dumouriez, fortement engagé dans la conquête des Provinces-Unies, ne comprend pas d'abord la gravité de la situation . Il pense qu'il lui suffira de quinze jours pour achever la prise de Willemstad et Geertruidenberg, renverser le régime du stathouder et rallier à la France la masse du peuple « batave » : il aura alors l'argent, les vivres et le matériel qui lui manquent, plus 40 000 Hollandais prêts à rallier le camp français. Il minimise les rapports alarmistes de Valence et compte sur Miranda, qu'il apprécie hautement, pour défendre Liège et empêcher la retraite de l'armée. La reddition de Geertruidenberg, le 4 mars, semble lui donner raison. Mais un ordre formel des ministres, le 8 mars, l'oblige à quitter le siège de Willemstad qu'il confie à de Flers et rejoindre l'armée de Belgique. Après son départ, le siège de Willemstad, énergiquement défendue par le vieux général Carel van Boetzelaer (nl), périclite, les troupes du stathouder reçoivent des renforts britanniques et prussiens, et l'expédition de Hollande s'achève par une retraite vers l'Escaut. 
De retour en Belgique, Dumouriez désavoue les mesures impopulaires des commissaires, les démet de leurs fonctions et, par ordre du 12 mars 1793, fait arrêter les deux plus extrémistes, Publicola Chaussard et Pierre Chépy, renvoyés à Paris sous escorte. Comme Chaussard s'indigne de cette atteinte à un représentant de la Convention, Dumouriez lui répond que comme commandant en chef, il est le premier responsable de l'ordre dans le pays et que s'il le faut, il prendra la « dictature » de la Belgique,. Il lance trois proclamations pour mettre fin aux pillages et provocations sacrilèges, interdire aux clubs de se mêler des affaires publiques et, tout en assurant les Belges de sa protection, déclarer qu'il sévira contre tout rassemblement hostile aux troupes françaises. Il écrit à la Convention en dénonçant à peu près toutes les mesures ordonnées depuis plusieurs mois : le cours forcé des assignats, l'annexion après un simulacre de vote, la politique anticléricale menée dans un pays très catholique. Le 14 mars, la Convention, ayant reçu les plaintes des commissaires renvoyés, regrette que Dumouriez ait agi par des voies peu légales mais l'approuve d'avoir rétabli l'ordre et permis la mise en défense du pays. Cependant, si les proclamations de Dumouriez et l'arrestation des commissaires ont suffi à apaiser le début d'insurrection de la Belgique, elles échouent totalement à convaincre les Belges de combattre aux côtés des Français.

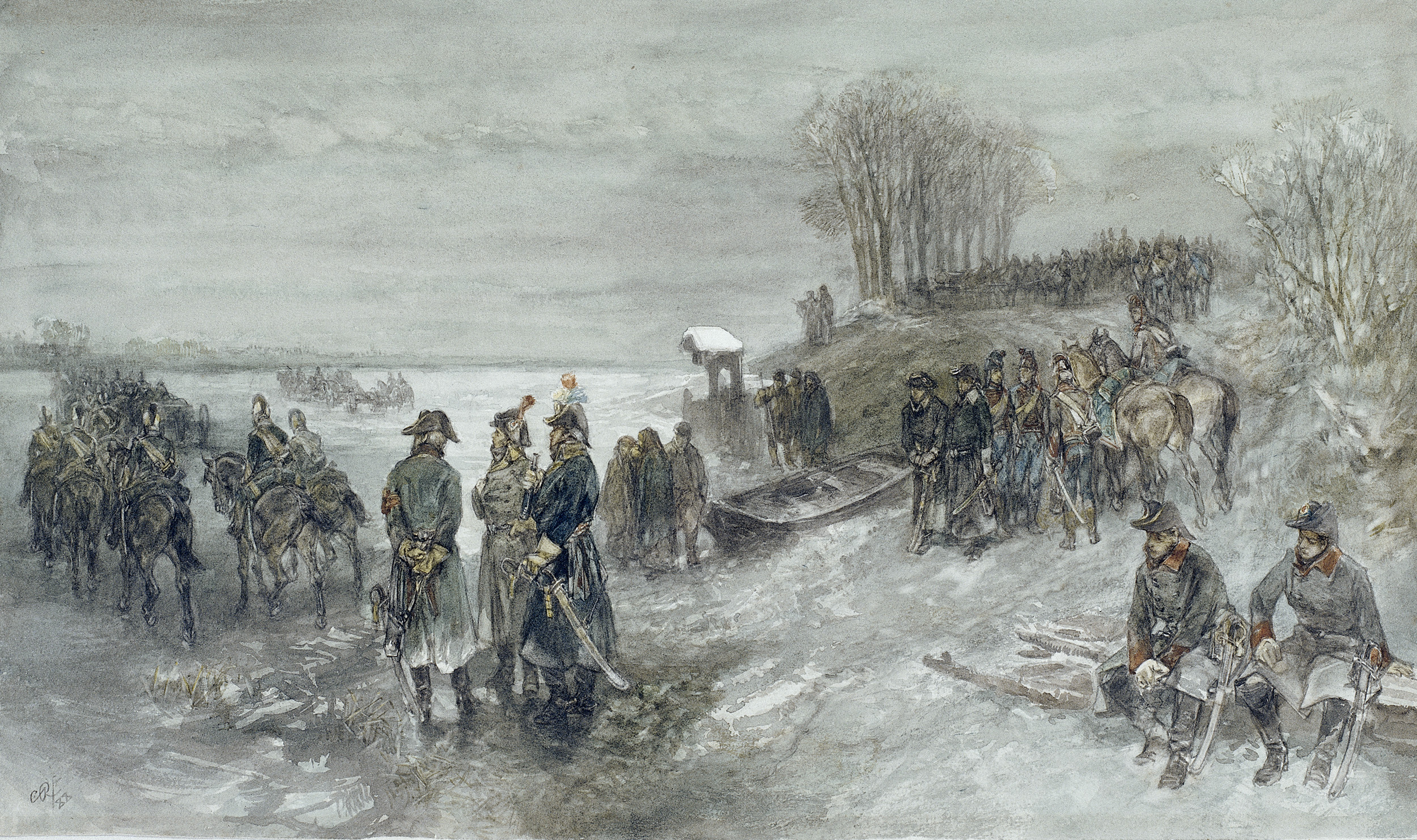
Troupes françaises traversant une rivière gelée. Aquarelle de Charles Rochussen, 1888.

À Louvain, Dumouriez prend le commandement général, jusque-là partagé entre Miranda, Valence et Lanoue. Il est acclamé par les soldats. Il rassure les troupes et les autorités civiles, rallie les fuyards, fait ramener à Louvain la garnison de Bruxelles et l'artillerie qui avait été évacuée à Anderlecht. Il fait renvoyer 6 000 gardes nationaux venus des départements, mal armés et sans discipline, qui ne faisaient qu'ajouter à la confusion. 
Dumouriez croit qu'en passant à l'offensive, il peut redresser le moral vacillant de son armée. Il sait qu'il doit agir vite avant l'arrivée de plusieurs armées adverses : les Prussiens de Brunswick-Oels, les Impériaux de Beaulieu et de Hohenlohe-Kirchberg, les Hanovriens, plus un corps expéditionnaire britannique qui viendrait renforcer l'armée des Provinces-Unies. Sa situation est critique : son armée manque de souliers, d'habits, de fourrages, de chevaux de trait pour l'artillerie ; en outre, il redoute une insurrection des Belges sur ses arrières. Il prend l'initiative le 16 mars à Tirlemont en contre-attaquant avec succès l'avant-garde autrichienne commandée par le jeune archiduc Charles d'Autriche-Teschen qui se replie, derrière la Gette. Les deux armées de Dumouriez et Cobourg vont se rencontrer sur le terrain de la  première bataille de Neerwinden un siècle plus tôt.

## Forces en présence

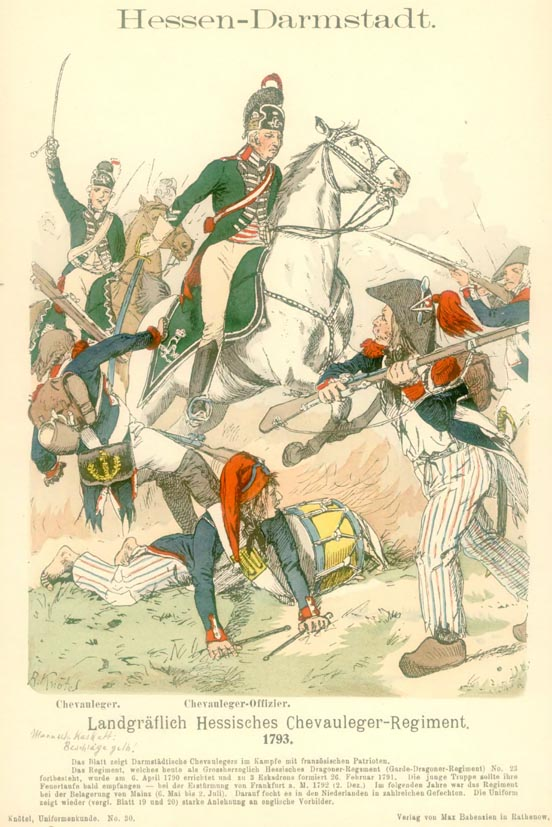
Fantassins français affrontant les hussards de Hesse-Darmstadt vers 1793-1794, dessin de Richard Knötel, 1890.

Les auteurs s'accordent sur le fait que les Français, contrairement à la bataille de Jemappes quelques mois plus tôt, ne disposent pas d'une forte supériorité numérique. Ils diffèrent sur les effectif précis. D'après Jomini, les Français ont 39 000 fantassins et 6 000 cavaliers, et les Impériaux, 30 000 fantassins et 9 000 cavaliers. Selon Arthur Chuquet, Dumouriez a 40 000 fantassins et 4 500 cavaliers. Pour Digby Smith, les Français rassemblent 40 000 à 45 000 hommes contre 43 000 Austro-Hollandais. Ramsay Weston Phipps estime que les Français ont 40 000 fantassins et 4 500 cavaliers contre 30 000 fantassins et 9 000 cavaliers coalisés. Theodore Ayrault Dodge parle de 42 000 fantassins et 5 000 cavaliers pour Dumouriez contre 30 000 fantassins et 10 000 cavaliers pour Cobourg. Gunther E. Rothenberg donne les chiffres de 41 000 hommes pour Dumouriez contre 43 000 pour Cobourg. John Lynn note que compte tenu du désordre administratif français de cette période, particulièrement pour les unités de volontaires, il est impossible d'avoir un état précis des effectifs. Jomini reproche à Dumouriez d'avoir laissé à Namur une réserve de 8 000 hommes, commandée par D'Harville, qui ne sera pas employée. 
Selon la doctrine militaire de l'époque, les Français comptent surtout sur l'attaque rapide, en tirailleurs, à la baïonnette, exaltée par les orateurs révolutionnaires et considérée depuis Voltaire comme convenant mieux au tempérament du soldat français. Les volontaires novices ne sont pas entraînés au combat en ligne et seuls quelques bataillons, sous les ordres personnels de Dumouriez, arriveront à se former en ligne au début de la bataille.
L'armée autrichienne, depuis la guerre de Sept Ans, repose sur un système de conscription semi-féodal : les régiments frontaliers (Grenzer) obéissent à un colonel souvent héréditaire et grand propriétaire dans leur région d'origine. Les fantassins sont tirés au sort pour un service de longue durée, dans des proportions qui ne doivent pas nuire aux travaux des champs ; les cavaliers sont généralement volontaires. Ce système assure la loyauté des hommes au prix d'une forte tendance au conservatisme. Dans la plupart des  campagnes, l'armée française a l'avantage de la vitesse : les soldats autrichiens bien entraînés ne sont pas moins bons marcheurs mais leurs mouvements sont paralysés par l'hypercentralisation du commandement. L'état-major central, par ailleurs très bien formé et compétent, tient à diriger à distance chacune des unités et la rédaction minutieuse d'ordres écrits, souvent en pleine nuit et dans des conditions défavorables, tend à entraver toute initiative rapide. Circonstance aggravante, le commandant d'armée doit sans cesse en référer à Vienne au Conseil aulique de guerre (Hofkriegsrat) qui gère la guerre à longue distance et se réserve toutes les grandes décisions politiques et stratégiques, ce qui entraîne des retards et de profondes distorsions entre les instructions envoyées et la situation sur le terrain. L'historien britannique Frederic Natusch Maude, en 1912, écrit que « l'armée autrichienne de 1792 à 1805 était supérieure à ses adversaires en tout point sauf un (…) le vice fatal de l'irrésolution de ses commandants ».
Armée française (Dumouriez)
- Avant-garde : Lamarche, 4 000 fantassins et 1 000 cavaliers ;
- Détachement de droite : Dampierre, 2 000 fantassins et 1 000 cavaliers ;
- Aile droite : Valence (7 000 hommes) en trois divisions : Neuilly, Leveneur et une sous les ordres directs de Valence ;
- Centre : le « général Égalité » (Louis de Chartres, futur roi Louis-Philippe), 7 000 fantassins en 18 bataillons et 1 000 cavaliers, en deux divisions : Jacques Thouvenot et Dominique Diettmann ;
- Aile gauche : Miranda, deux divisions : Ihler (7 000 hommes) et Champmorin (4 000 fantassins et 1 000 cavaliers) ;
- Détachement de gauche : Joseph Miaczynski, exilé polonais, avec 2 000 fantassins et 1 000 cavaliers ;
- Réserve : Chancel (4 000 fantassins) en huit bataillons[39].

Armée autrichienne

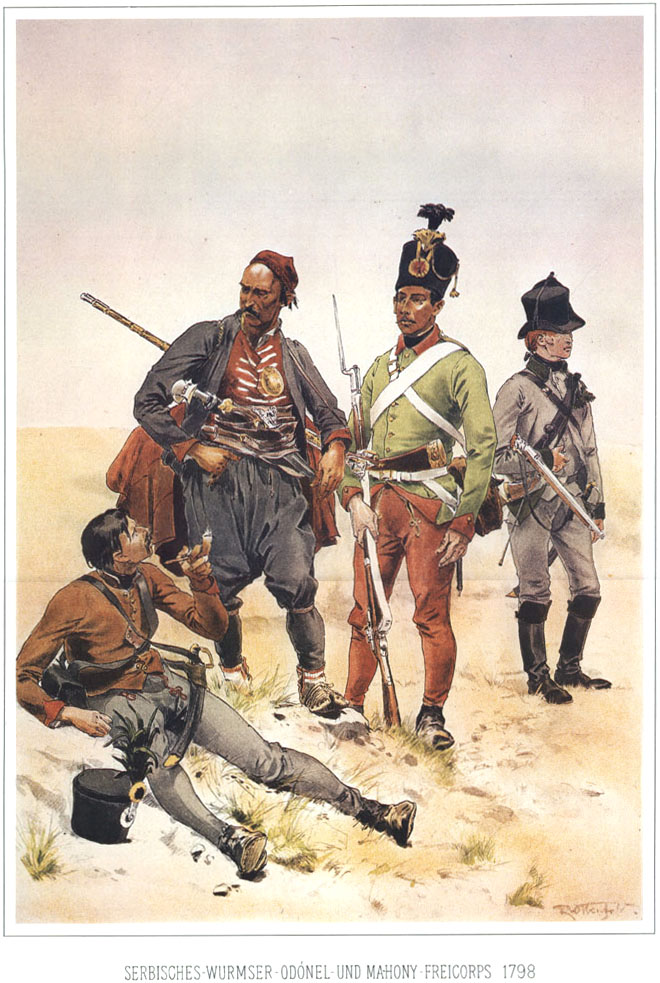
Corps francs autrichiens : Serbe, Wurmser, O'Donnel et Mahony. Dessin de Rudolf Otto von Ottenfeld (1856-1913)

- Avant-garde (archiduc Charles) : 11 bataillons d'infanterie et 11 escadrons de cavalerie commandés par des colonels :
  - Johann von Grueber : 2 bataillons du 33e régiment de Sztáray ;
  - Stephan von Mihalievits : 3 bataillons des chasseurs de Mahony, un bataillon du corps franc O'Donnell, 1/3 bataillon du corps franc serbe Branovaczky, un escadron des hussards d'Esterházy (de) ;
  - Anton Ulrich Joseph von Mylius : un bataillon du corps franc Grün-Laudon, 1/3 bataillon de chasseurs tyroliens et un escadron de hussards d'Esterházy ;
  - Charles Philippe de Schwarzenberg : 1/3 bataillon de chasseurs tyroliens, un bataillon du corps franc O'Donnell, 1/3 bataillon du corps franc Branovaczky, 3 escadrons du régiment d'uhlans ;
  - Paul de Briey : trois bataillons de grenadiers de Barthodeisky, Briey et Pückler, 6 escadrons de hussards d'Esterházy[30].
- Joseph de Ferraris : 8 bataillons et 16 escadrons ;
  - Ferdinand Frédéric Auguste de Wurtemberg : chef de division ;
- François Sébastien de Clerfayt : 11 bataillons et 14 escadrons ;
  - Josef Alvinczy von Borberek, chef de division ;
  - deux bataillons du 30e régiment d'infanterie Prince de Ligne, deux  du 34e RI Esterházy (en) , deux du 38e RI Wurtemberg, un du 55e RI Murray, un du 58e RI Vierset ;
  - Un bataillon de grenadiers des régiments Leuven, Morzin et Rousseau ;
  - 8 escadrons du 31e RC chevau-légers de Latour ;
  - 6 escadrons du 16e RC hussards de Blankenstein (de) ;
  - 6 bataillons des Provinces-Unies (deux du régiment Stokkar, deux du régiment Waldeck, un du régiment May et un du régiment Welderen[30].

## La bataille

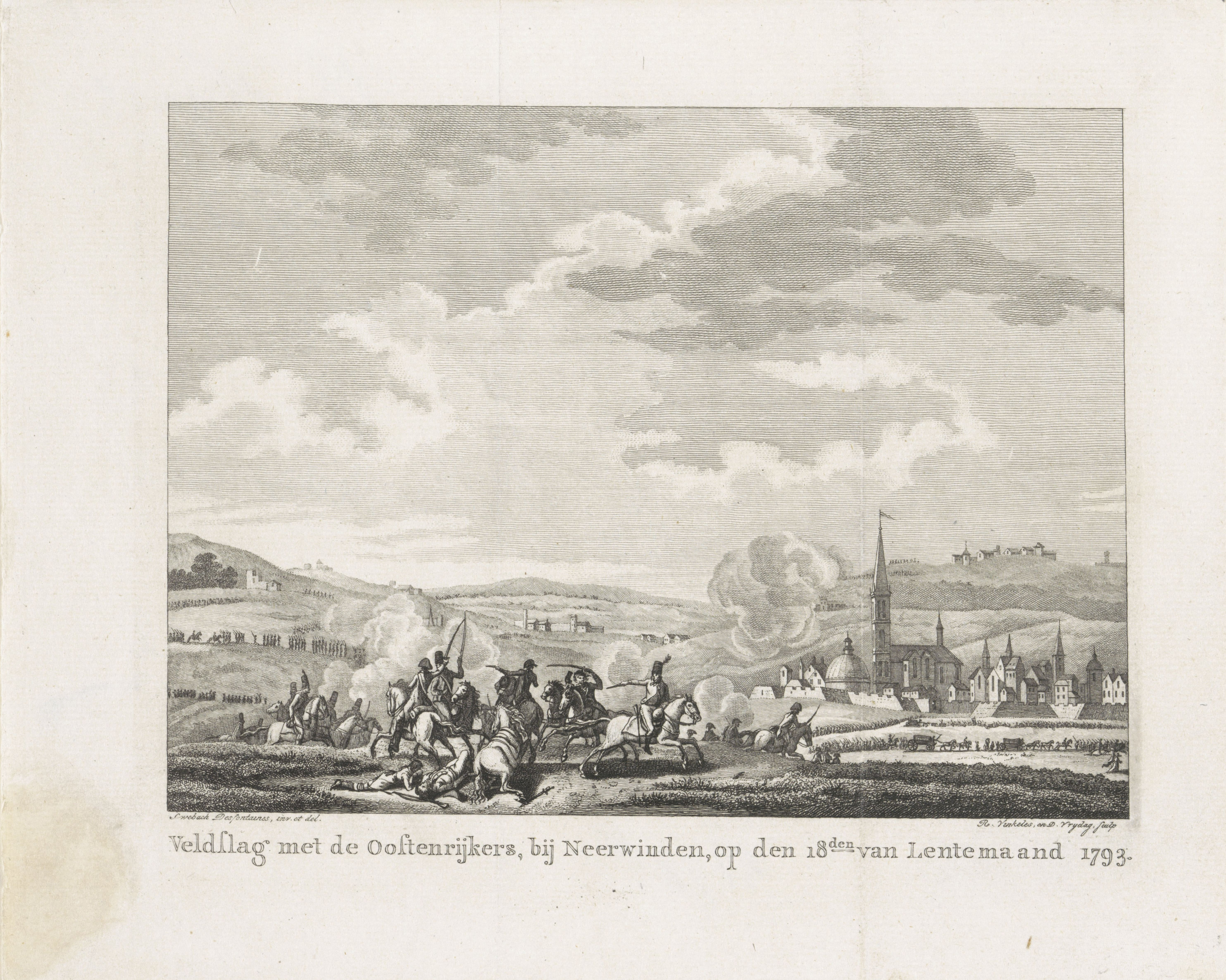
Bataille de Neerwinden, gravure de Reinier Vinkeles d'après un dessin de Jacques François Joseph Swebach, v. 1794-1807.

L'armée autrichienne est rangée sur la rive droite de la Petite Geete, sur la pente des collines qui dominent, du nord au sud, les villages de Léau, Asbroeck, Halle, Dormaal, Orsmaal, Neerwinden, Overwinden et Racour. Léau a de vieux remparts de faible valeur défensive ; de Léau à Dormaal, Miranda rencontre un terrain humide et coupé de marais et de vergers, alors que plus au sud, de Dormaal à Racour, le sol est relativement sec et accessible à la cavalerie. Le gros de l'armée autrichienne se tient entre Neerwinden et Landen. Dumouriez divise son armée en huit colonnes qui doivent rejeter l'ennemi vers la route de Saint-Trond, sa principale voie d'approvisionnement. L'aile droite française, commandée par Valence, avec les divisions Neuilly, Leveneur et Lamarche, doit s'emparer de Racour et de la Tombe de Middelwinden, un tumulus qui domine la plaine entre Neerwinden et Overwinden ; selon Arthur Chuquet, cette Tombe n'a pas l'importance que lui attribuent les récits de Dumouriez et Jomini et elle est trop étroite pour porter une batterie d'artillerie ; Jomini reconnaît d'ailleurs qu'elle était dominée par les hauteurs de la rive orientale, tenues par les Impériaux. Les colonnes Diettmann et Dampierre forment le centre, sous les ordres du duc de Chartres, et manœuvrent vers Neerwinden tandis que les colonnes Ruault, Miaczynski et Champmorin, sous les ordres de Miranda, forment l'aile gauche en direction de Léau.

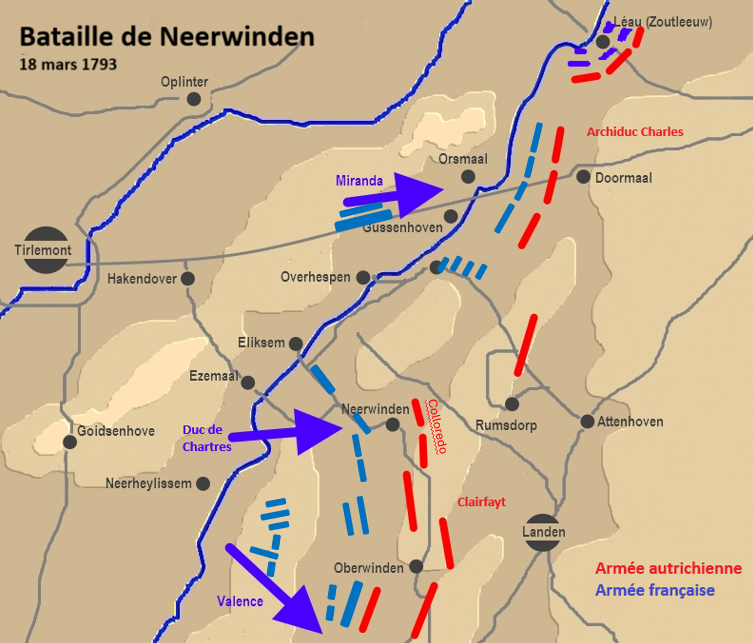
Bataille de Neerwinden, 1793.

La bataille commence à 7h du matin. Lamarche s'empare de Racour et se rabat vers la Tombe : sa colonne et celle de Leveneur se gênent mutuellement tandis que les Impériaux de Clerfayt les contre-attaquent à trois reprises. Ce n'est qu'à 14h que les Français prennent Overwinden et, à la tombée de la nuit, une dernière contre-attaque des Impériaux les rejette de Racour et d'Overwinden.

Hussard et chevau-léger autrichiens, dessin de Rudolf Otto von Ottenfeld (1856-1913).

Au centre, le village de Neerwinden est durement disputé. Neuilly s'en empare en début de journée mais, sur un ordre mal compris de Valence, le laisse pour se porter en soutien de Leveneur : les Impériaux viennent alors le réoccuper. Les colonnes Diettmann et Dampierre les en délogent à grand peine pour en être chassés à leur tour par une contre-attaque du Feldzeugmeister Colloredo-Mansfeld (de). Dumouriez prend la tête d'une nouvelle attaque et rentre dans le village en ruines mais il doit s'en retirer, chassé par le feu nourri de l'artillerie autrichienne qui tient les hauteurs proches. À peine les Français commencent-ils à se regrouper que 9 escadrons impériaux, commandés par Franz von Hoditz, viennent les charger et disloquent leurs rangs. Le 10e régiment de dragons parvient à les arrêter. Valence se bat en première ligne : blessé à la tête et au bras, il doit être évacué. Les sœurs Fernig, qui servent dans la cavalerie française, se distinguent dans ce combat. L'intervention du régiment Royal-Deux-Ponts, devenu le 99e d'infanterie, et de l'artillerie française tirant à mitraille stoppent la percée des Impériaux qui se replient à la nuit tombante. 

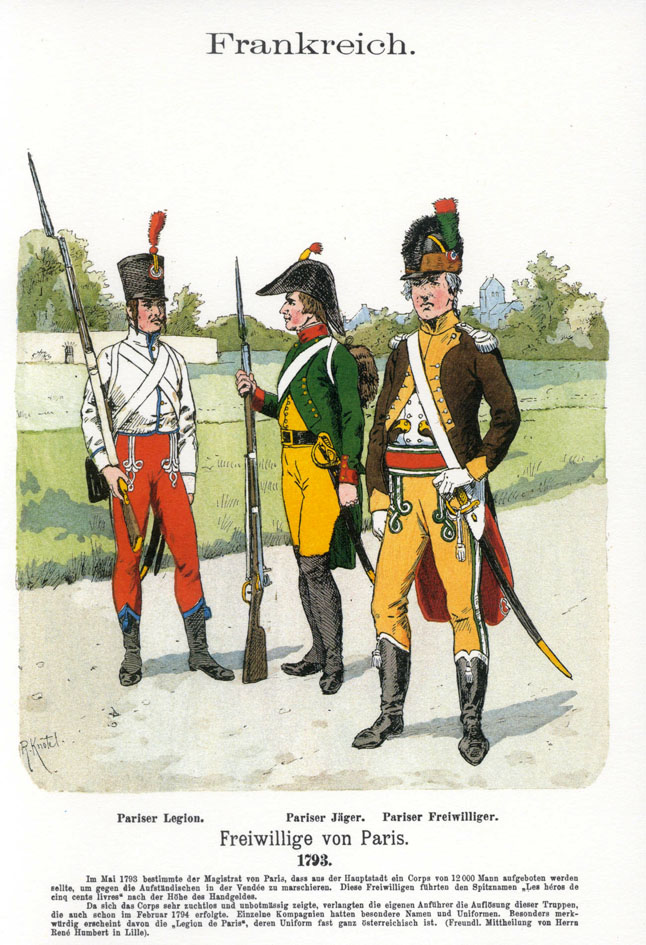
Volontaires parisiens de 1793, dessin de Richard Knoetel, 1890.

À l'aile gauche française, la bataille est bien engagée dans la matinée. Les colonnes de Miaczynski et Ruault traversent la Petite Geete et refoulent les corps francs O'Donnell, Grün-Laudon et un bataillon de Sztáray ; Miaczynski s'empare de Dormaal et Ruault d'Orsmaal. Les Impériaux de Beniowski contre-attaquent à trois reprises ; la troisième, ils reprennent Dormaal et mettent en fuite la colonne Miaczynski. La colonne Ruault affronte directement la troupe de l'archiduc Charles qui se défend énergiquement ; les officiers du régiment de Sztáray doivent servir eux-mêmes les canons, leurs artilleurs ayant été tués. La colonne Champmorin, à la gauche des deux autres, s'empare de Léau et du pont de Budingen mais, faute d'ordres précis, s'arrête vers 13h30 sans poursuivre vers le flanc de l'ennemi ; ce n'est qu'à 14h30 que Miranda lui ordonne de reprendre son attaque. Les abords de Halle sont défendus par le prince de Wurtemberg avec une forte artillerie et l'attaque piétine. Keating, qui commandait une partie de la colonne Champmorin vers Asbrock, arrête son avance peu après Léau.
Pendant ce temps, le corps franc O'Donnell et deux bataillons de Sztáray contre-attaquent, renforcés par les hussards d'Esterházy et les dragons de Cobourg : la panique gagne les volontaires de la colonne Miaczynski qui repassent en désordre le pont de Neerhespen. Leur fuite entraîne ceux de la colonne Ruault qui refluent vers le pont d'Orsmaal et arrivent sur le flanc de la colonne Champmorin. Les généraux Ruault et Ihler sont blessés, le général Guiscard, commandant de l'artillerie, est tué. Bientôt, la déroute est générale. Seul Keating, qui a peu donné, conserve sa position : son artillerie, commandée par le capitaine Dejean, continue son feu jusqu'à la tombée de la nuit avant de se retirer. Miranda, ne recevant aucune instruction de Dumouriez, n'arrive à rallier une partie de ses hommes qu'à Oplinter, à l'ouest de la Grande Geete. Il ordonne à Miaczynski de continuer jusqu'à Tirlemont où il rencontre huit bataillons venus de Louvain : ils forment une ligne défensive improvisée.
Vers 14h, selon le récit de Dumouriez, celui-ci n'entend plus de bruit de canonnade sur sa gauche et suppose que Miranda a atteint ses objectifs et arrêté sa progression pour ne pas se dissocier du gros de l'armée ; ce n'est qu'en fin d'après-midi qu'il soupçonne le sort de l'aile gauche en voyant des troupes autrichiennes venues de ce côté qui viennent renforcer leur centre, et ce n'est qu'à 22h qu'il va en personne inspecter l'aile gauche, ne la trouve pas et manque de se faire capturer par les Autrichiens.
Jomini estime les pertes des Français à 2 500 tués et blessés et 1 500 prisonniers, celles des Impériaux à 2 000 tués et blessés. Selon Digby Smith, les Austro-Hollandais avaient perdu 97 officiers, 2 762 hommes et 779 chevaux ; les Français, 4 000 tués et blessés, 1 000 prisonniers et 30 pièces d'artillerie capturées. Selon Rothenberg, les Autrichiens comptent 2 600 tués et blessés et 400 disparus, les Français 3 000 tués et blessés, 1 000 prisonniers ou disparus.

## Controverse sur une défaite
La défaite de Neerwinden a donné lieu, du côté français, à une assez longue polémique. Dumouriez, qui n'a appris que tard dans la soirée la déroute de son aile gauche, a reproché à Miranda de ne pas l'avoir averti de sa retraite, d'avoir décroché précipitamment au-delà de Tirlemont et de ne pas avoir pris les dispositions nécessaires pour rallier ses troupes. Miranda dit lui avoir envoyé des messages par un aide de camp et deux ordonnances que Dumouriez nie avoir reçus ; il est possible qu'ils aient été interceptés par les cavaliers du corps de Beniowski ; en outre, si une partie du corps de  Miranda a fui au-delà de Tirlemont, une partie a pu se mettre en défense vers Hakendover et Oplinter pour couvrir les arrières de Dumouriez,.
Antoine de Jomini, historien militaire suisse qui a servi successivement Napoléon et l'empereur de Russie Alexandre Ier, explique la défaite française par les malheureuses dispositions de Dumouriez qui avait concentré sa force d'attaque principale, 30 000 hommes environ, dans un « rentrant » face à 20 000 Impériaux en position dominante sur les hauteurs avec une nombreuse artillerie alors que Miranda, avec ses forces trop étalées, n'avait guère que 10 000 hommes dans son corps principal face à 18 000 Impériaux. Jomini reconnaît que Dumouriez a sans doute déformé les faits pour faire de Miranda le bouc émissaire de la défaite :

« Les Mémoires de Dumouriez contiennent des inculpations graves contre son lieutenant [Miranda] ; des militaires qui l'ont suivi dans cette affaire, et notamment le général Reynier, m'ont affirmé qu'elles étaient souvent injustes et toujours exagérées. »

L'historien républicain Jules Michelet, dans son Histoire de la Révolution française, développe une théorie du complot selon laquelle Dumouriez avait sacrifié son lieutenant Miranda, zélé républicain, en ne lui donnant que des moyens insuffisants afin d'assurer la gloire de la victoire au jeune duc de Chartres, possible candidat au trône, et au général Valence, lié au parti orléaniste par sa femme, fille de Félicité de Genlis, la préceptrice des enfants Orléans. Michelet considère avec beaucoup de méfiance le récit de la bataille diffusé par Dumouriez : 

« Le récit de Dumouriez, parfaitement calculé pour obscurcir tout ceci, a été accepté sans débat par Jomini ; tous ont copié Jomini. Il n’en a pas moins été démenti, ce récit, détruit et pulvérisé : 1° par les ordres écrits que Dumouriez donna lui-même ; 2° par Miranda, un honnête homme, dont la parole vaut beaucoup mieux que la sienne ; 3° par un témoin à coup sûr impartial, le général des Autrichiens, Cobourg, qui dans son récit s’accorde avec Miranda. »

La version de Dumouriez est cependant acceptée par des historiens récents comme Jean-Pierre Bois et Jean-Marc Marill.

## Conséquences

### Retraite des troupes françaises

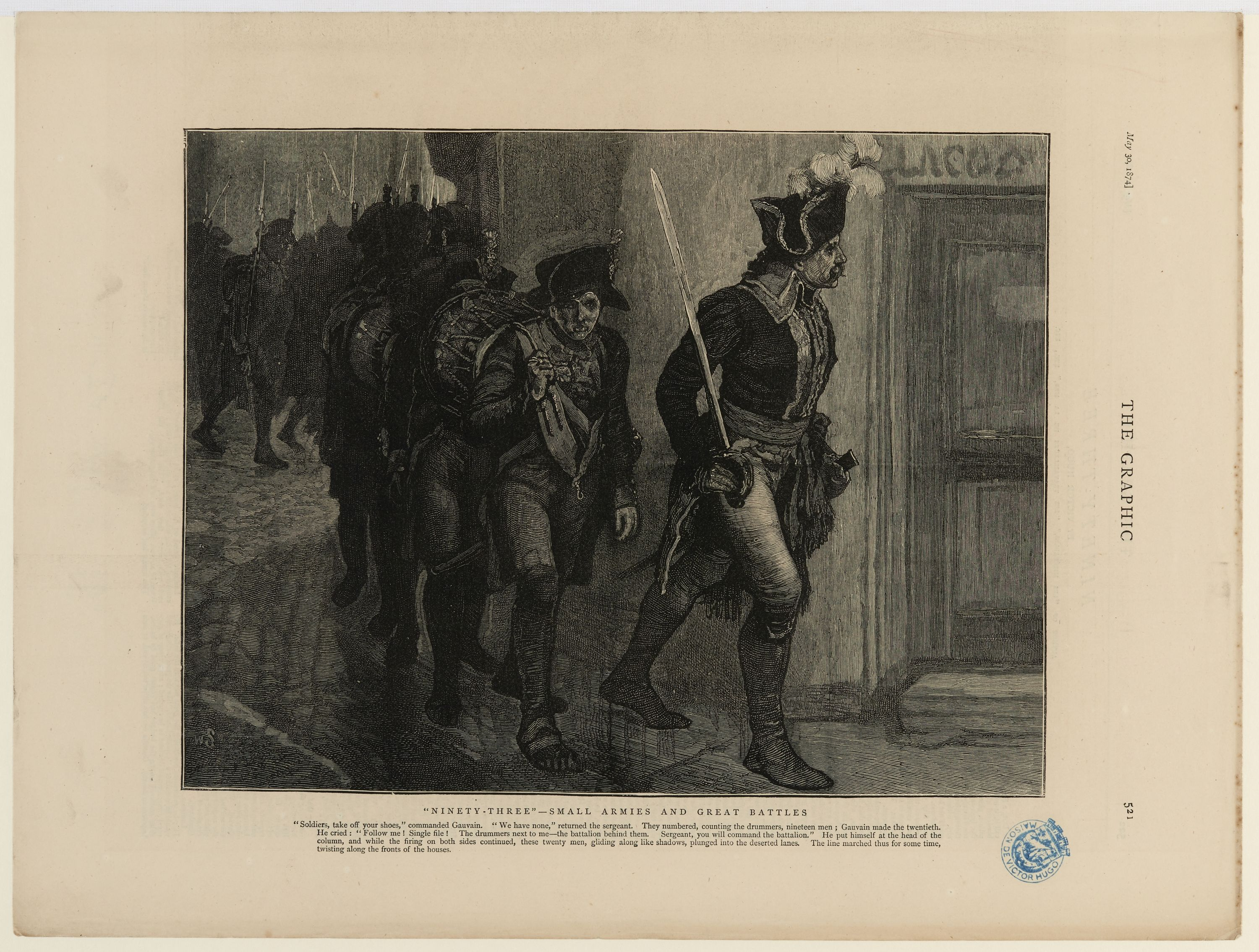
L'armée de la République en pays ennemi. Illustration de Quatrevingt-Treize de Victor Hugo, The Graphic, 30 mai 1874.

Le matin du 19, Dumouriez trouve ses troupe trop démoralisées pour reprendre le combat. Dampierre parvient à couvrir la retraite de l'armée sous le feu autrichien, entre Orsmael et Tirlemont, traversant la Petite et la Grande Gette, mais ne peut les convaincre de repartir à l'assaut. La défaite de Neerwinden entraîne un effondrement du moral des troupes françaises : le lendemain de la bataille, on compte déjà 6 000 déserteurs. Le 21 mars, l'armée de Dumouriez est réduite à 20 000 hommes et les hommes continuent de déserter par centaines. 
Le 23 mars à Pellenberg, Cobourg avec 30 000 hommes inflige une nouvelle défaite aux 22 000 Français de Dumouriez qui perdent 2 000 hommes contre 900 aux Autrichiens. Les divisions Champmorin et Le Veneur, surprises dans un épais brouillard, doivent décrocher dans la confusion. Selon Jomini :

« Les volontaires nationaux ne contribuèrent pas peu à augmenter le désordres ; ils disaient hautement qu'en prenant les armes ils avaient promis de sauver la patrie, et non de se faire tuer en Belgique ; des compagnies entières partaient pour la France, et il eût fallu une seconde armée pour les arrêter. »

Dumouriez ménage un armistice avec Cobourg et évacue Bruxelles sans combat le 24 mars. Le 25 mars, il campe près d'Ath et envoie à ses lieutenants l'ordre d'évacuer la plupart des places belges tout en conservant Geertruidenberg, Breda, Anvers et Mons ; le gros de l'armée de Hollande doit se replier sur Harelbeke, celle des Ardennes, avec d'Harville, quitte Namur et se replie sur Givet et Maubeuge, celle d'O'Moran quitte Tournai pour Cassel tandis que Westermann se maintient à Anvers,.

### Retour des Impériaux en Belgique

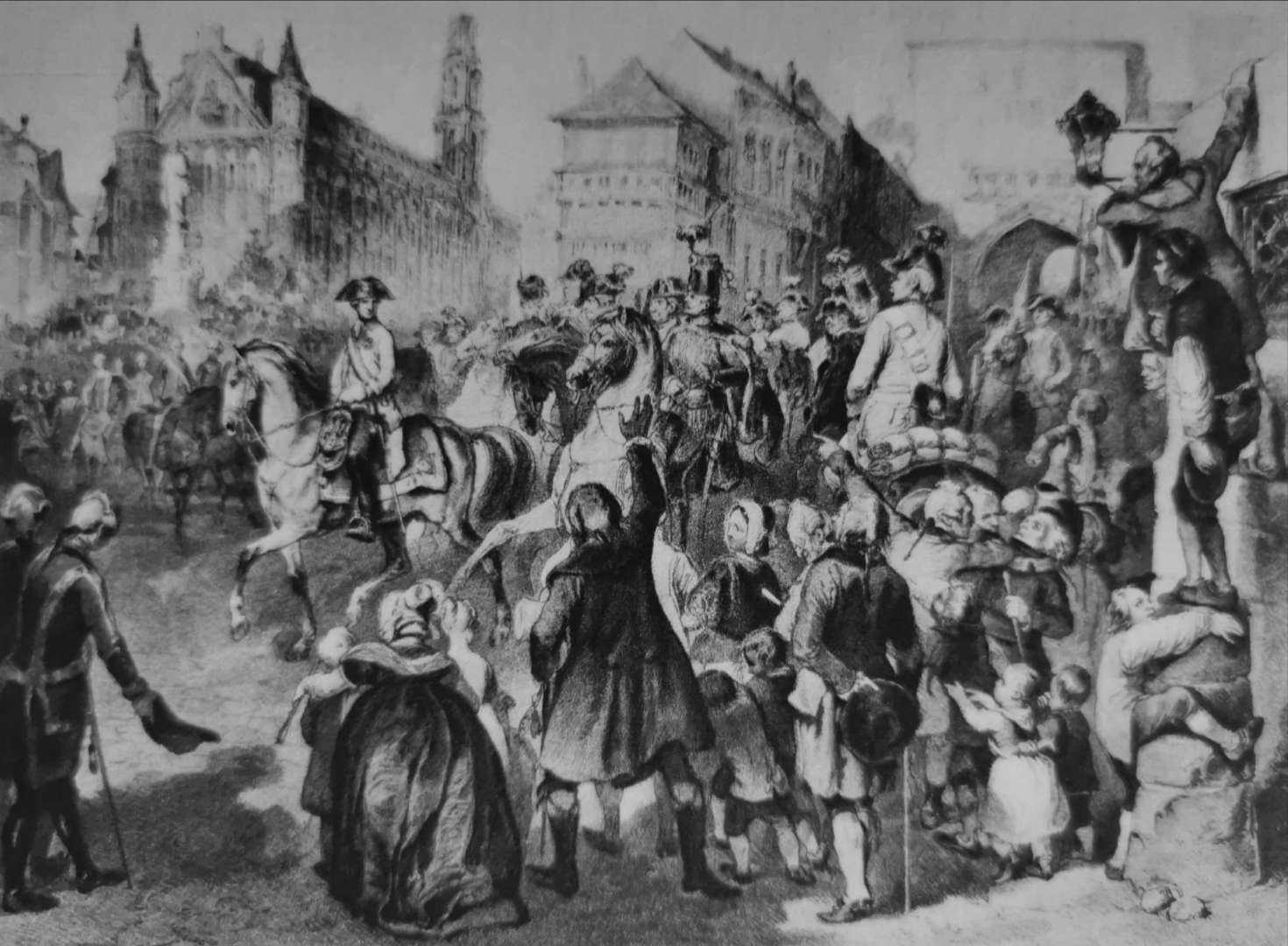
Entrée de l'archiduc Charles à Bruxelles le 26 mars 1793. Gravure de Johann Nepomuk Geiger (1805-1880).

Le retour de l'autorité monarchique en Belgique se passe relativement en douceur. Si le prince-évêque de Liège François-Antoine de Méan ordonne l'exécution d'un chef républicain, le médecin Grégoire-Joseph Chapuis, et quelques proscriptions, l'empereur François préfère prononcer une amnistie ; l'archiduc Charles, très populaire, est nommé gouverneur des Pays-Bas ; il est acclamé lorsqu'il fait son entrée à Bruxelles le 26 mars, accompagné par le diplomate Metternich. Toutes les réformes introduites par les Français sont abolies et, pour faire bonne mesure, l'empereur promet l'annulation des réformes impopulaires de Joseph II. Les Belges demandent le rétablissement des États généraux et la création d'une armée nationale, ce que le gouvernement de Vienne n'est pas du tout disposé à accorder. Le retour de l'armée autrichienne n'entraîne pas pour autant une restauration de l'autorité impériale : ses sujets belges lui refusent tout concours en hommes, en argent ou en matériel, ou y mettent des conditions qui vident de tout sens cette autorité. Ils montreront la même mauvaise volonté envers les Français lorsqu'ils reviendront pour une seconde occupation après leur victoire de Fleurus le 26 juin 1794.
Les Autrichiens ne se dépêchent pas de poursuivre les Français car ils attendent les résultats d'un congrès européen qui doit se tenir à Anvers en avril 1793. L'Autriche est engagée dans un jeu diplomatique complexe où elle hésite entre un nouveau partage de la Pologne, un échange de territoires avec l'électeur de Bavière, qui aurait cédé son duché aux Autrichiens en échange de la Belgique, ou avec le roi de Prusse, qui aurait cédé Ansbach et Bayreuth contre des compensations en Pologne, ou un agrandissement aux dépens de la France : la Grande-Bretagne encourage particulièrement les Autrichiens à récupérer d'anciennes possessions des Habsbourg, de l'Artois à l'Alsace,.

### Défection de Dumouriez

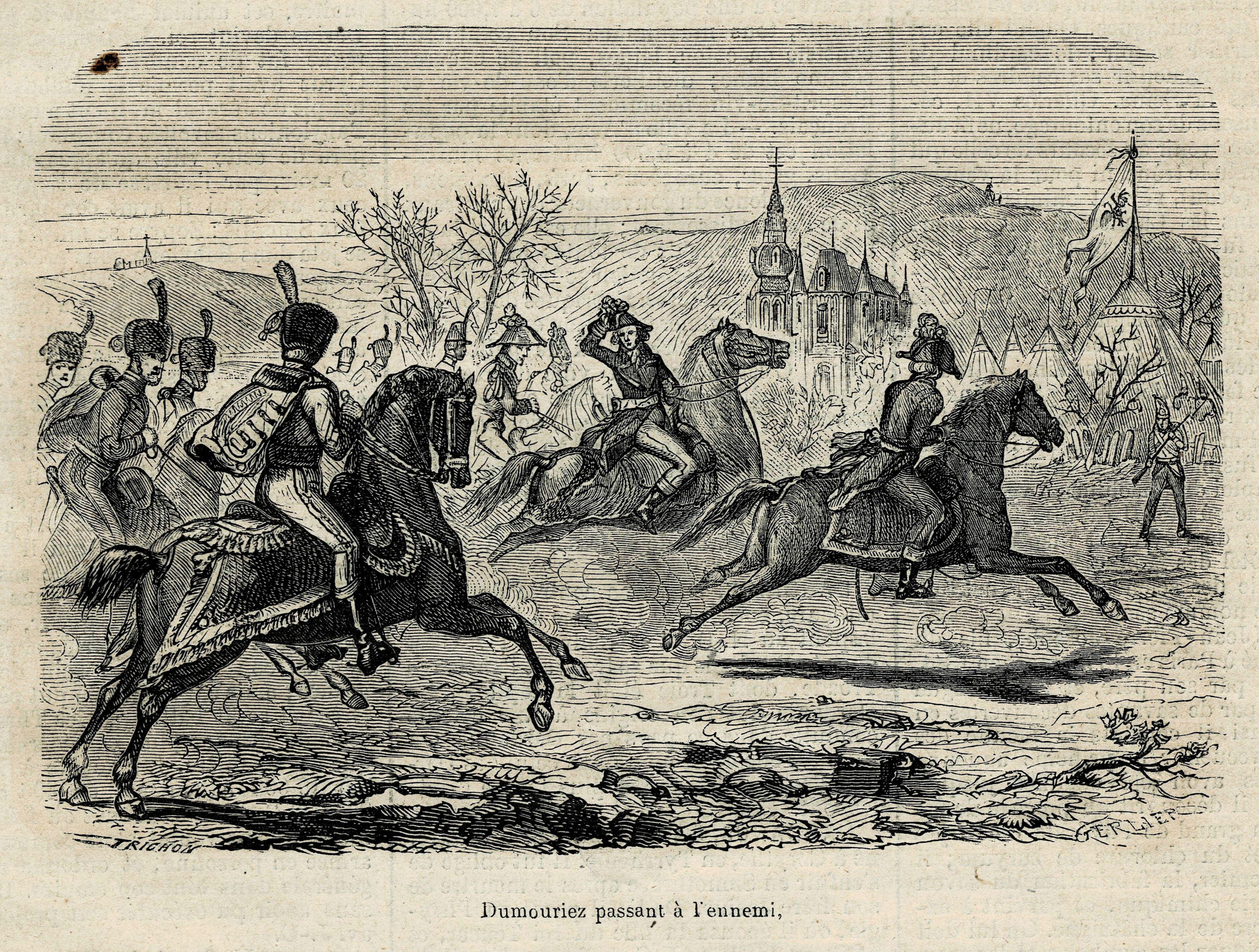
Dumouriez passant à l'ennemi. Dictionnaire d'Alonnier et Décembre, 1863.

Depuis sa lettre à la Convention du 12 mars, Dumouriez est suspect à l'assemblée où beaucoup le soupçonnent de vouloir une dictature. Après sa défaite de Neerwinden, il n'est plus protégé par son prestige de général vainqueur : il sait qu'il risque la guillotine. Dans la nuit du 20 au 21 mars, Danton et Lacroix, envoyés par la Convention, le supplient de rétracter sa lettre, ce qu'il refuse. Il entre en pourparlers secrets avec le chef d'état-major autrichien Karl Mack : il s'engage à évacuer les places qu'il tient encore en Belgique et à rentrer en France, établir des garnisons mixtes de Français et d'Impériaux à Condé-sur-Escaut et Lille avant de marcher sur Paris pour y rétablir la monarchie. Le 1er avril 1793, il fait arrêter les commissaires de la Convention et les livre aux Autrichiens. Il échoue devant Lille où les volontaires nationaux l'accueillent à coups de fusil : déclaré traître à la patrie, il n'a plus qu'à s'exiler avec quelques centaines de fidèles dont Chartres, Valence et Ruault, et devenir un conseiller de la Coalition,.

## Récits de la bataille

### Point de vue français
Jean-Joseph Mabiez de Rouville, lieutenant-colonel de la 21e compagnie de volontaires de réserve, a laissé un récit de la bataille et de ses suites dans une lettre adressée aux autorités de son district de Trévoux dans l'Ain. Il relate les circonstances de la bataille : 

« Les Autrichiens, en faveur de leur habitude, étaient postés sur des hauteurs très avantageuses. Leurs canons qui étaient en nombre très considérable faisaient un feu du diable sur la grande route que nous tenions (…) Nous n'étions soutenus que par 4 escadrons de cavalerie mais l'artillerie autrichienne, beaucoup plus nombreuse que la nôtre et étant soutenue d'une nombreuse cavalerie, nous a fait battre en retraite. »

 Son bataillon, aux côtés du 54e régiment  d'infanterie ci-devant Roussillon, avance et recule à plusieurs reprises sous un feu nourri de l'ennemi mais, abandonnés par leur cavalerie, les fantassins français doivent se replier devant la charge des chevau-légers de Latour : le bataillon a perdu 250 hommes. Mabiez de Rouville ne décolère pas contre l'indiscipline des soldats français qu'il oppose à la stricte discipline des impériaux : 

« Ces bougres-là obéissent mieux au commandement que nous ! Dans les moments de bataille, des jean-foutres de volontaires et autres veulent faire des motions, on ne veut pas écouter, on leur dit : obéissez aux ordres des généraux et de vos chefs, nous avons le droit de parler disent-ils, et les manœuvres et expéditions souvent manquent. »

Il juge aussi sévèrement la conduite des aides de camp qui « ne  pensent qu'aux beaux chevaux et aux femmes » et qui dédaignent de porter les messages sous le feu, de sorte qu'il a vu deux généraux venir donner leurs ordres en première ligne. Malgré les efforts de Dumouriez, la bataille se termine en « déroute » : le 54e  et son bataillon comptent parmi les rares unités à avoir gardé leur cohésion.

### Points de vue impériaux
Le comte Florimond de Mercy-Argenteau, diplomate et plénipotentiaire impérial dans les Pays-Bas autrichiens, écrit le 23 mars 1793 au ministre Georges-Adam de Starhemberg pour l'informer des détails et des suites de la victoire de Neerwinden. D'après ses renseignements, les impériaux ont perdu 5 000 hommes, les Français 14 000 et beaucoup d'artillerie. La menace sur la Hollande est écartée mais elle peut revenir : « il faut donc y porter toutes les forces anglaises, hanovriennes, prussiennes et ne jamais perdre de vue ce dont est capable en opiniâtreté, en audace et en moyens une nation dans le délire, et dont les chefs sont forcés de risquer le tout pour le tout » .
L'historiographe du 3e régiment d'infanterie Archiduc Charles (de), unité de l'armée austro-hongroise issue du propre bataillon de cet archiduc, tire une évidente fierté de cette victoire. Il montre les troupes impériales montant à l'assaut des Français positionnés sur les hauteurs, la bataille longtemps indécise au centre et à gauche des lignes autrichiennes où le bataillon archiducal combat avec le corps de Colloredo-Mansfeld, le village de Neerwinden pris et repris plusieurs fois, et enfin l'archiduc Charles conduisant l'attaque victorieuse à l'aile droite : les deux victoires d'Aldenhoven et Neerwinden marquent le début de sa carrière qui fera de lui « le deuxième génie militaire de son temps avec Napoléon ».